# Schlatthof
Der Schlatthof ist ein ehemaliger Teilort der Gemeinde Waldstetten im Ostalbkreis, der aus zwei Gehöften, dem vorderen und dem hinteren Schlatthof besteht. Der Weiler gehört seit 1977 zum Hauptort Waldstetten.

## Geographie
Der Schlatthof liegt im östlichen Vorland der Schwäbischen Alb am Rand des Remstals auf einer Hochfläche, dem nach ihm benannten Schlattfeld, im Norden der Gemarkung Waldstetten. Verkehrlich erschlossen ist der Schlatthof über die Gemeindeverbindungsstraße Waldstetten–Schwäbisch Gmünd. Der Schlatthof liegt am Rundwanderweg 5 des Schwäbischen Albvereins Waldstetten (Waldstetten–Schwäbisch Gmünd–Straßdorf–Waldstetten, Markierung roter Balken auf weißem Grund) und am Wanderweg Hölltal und Rechberg (Schwäbisch Gmünd – Straßdorf – Marienkapelle – Römerbad Schirenhof – Hölltal – Metlangen – Rechberg – Ruine Hohenrechberg – Wallfahrtskirche Hohenrechberg – Waldstetten – Schwäbisch Gmünd, blaues Kreuz auf weißem Grund) des Schwäbischen Albvereins.
Das Schlattfeld fällt nach Westen steil zum Tal des Waldstetter Bachs hin ab, der in die Rems entwässert. Im Süden fällt das Gelände an einer Abbruchkante ebenfalls steil ins Tal des Waldstetter Bachs ab. Nördlich fällt das Schlattfeld steil ins Remstal und zur Stadt Schwäbisch Gmünd hin ab. Im Osten und Nordosten besteht ein klarer Geländeabbruch ins Tal des Schapfenbachs, der das Schlattfeld von Ost nach Nordost umfließt um dann in die Rems zu entwässern. Im Südosten geht das Schlattfeld fast nahtlos in die ersten Voralbberge über.
Das ca. 1,56 km² große Schlattfeld ist leicht nach Südost geneigt, der höchste Punkt der schiefen Ebene liegt mit 415 m ü. NN ca. 800 m nördlich des Hofes, der tiefste Punkt mit 391 m ü. NN ca. 600 m südlich des Hofes.

## Geologie
Bodenbildendes Gestein ist der Dogger (Brauner Jura), genauer die typische Wedelsandstein-Formation des östlichen Albvorlandes.

## Geschichte
Der Name des Hofes geht auf die Geländeformation „an einem Abhang liegend“ zurück und leitet sich vom Althochdeutschen Wort „slad“ für „Abhang, Bodensenke“ her.
Eine erste urkundliche Erwähnung fand der Schlatthof am 12. März 1358 in einer Besitzurkunde. Der Hof gehörte damals dem Patrizier Walther von Rinderbach. 1390 wurde dessen Sohn Konrad von Rinderbach als Besitzer beurkundet. Die Regesten des Staatsarchivs Ludwigsburg sehen in einem in einer Urkunde vom 21. Januar 1410 genannten „hof zu Slot“ ebenfalls den Schlatthof. Wenn dies zutrifft, dann verkaufte Wilhelm von Rechberg-Gröningen zusammen mit seiner Frau Katharina von Heimberg Gülten des Hofes, die ein „Walle von Gegingen“ abzuliefern hatte, in diesem Jahr an seinen Oheim Schenk Friedrich zu Limpurg. Am 30. April 1414 vertauschte das Stift Adelberg Gülten aus dem Schlatthof an das Kloster Lorch. Es könnte sich um das gleiche Gut „Slathof“ gehandelt haben, das am 12. Juni 1383 von den Gmünder Bürgern Hans Hug und Ludwig Gul als Vormünder des Georg („Georien“) Gul dem Kloster Adelberg im Tausch überlassen wurde. Bebaut wurde der Hof laut dieser Urkunde von einem „Köllin“. Der Rechberger Graf Kaspar Bernhard II. verpfändet den Schlatthof 1636 an den damals größten Grundbesitzer von Schwäbisch Gmünd, das Spital Gmünd, welches zum Spitalorden vom Heiligen Geist gehörte. Der Hof blieb bis 1818 Fallgut, bevor er von Michael Knödler ausgelöst und fortan an seine Nachkommen weitergegeben wurde.
In den Zeiten als Fallgut wurde der Hof nicht immer kontinuierlich innerhalb einer Familie weitergegeben, teilweise haben mehrere Familie gleichzeitig auf dem Hof gelebt, die vermutlich nicht miteinander verwandt waren. Starb der Lehensbauer fiel das Lehen an den Lehnsherrn zurück und wurde neu vergeben.
Verbürgte Lehensbauern auf dem Schlatthof waren:
- Andreas Frey (1537–1559)
- dessen Sohn Lorenz Frey (ab 1559)
- Lorenz Aubele (1538)
- Lorenz Aubele (evtl. dessen Sohn) (1571)
- die Witwe von Lorenz Aubele Anna Rötin (bis 1599)
- Utz (Ulrich) Rieck (1599–1636)
- Georg Krieg (1623)
- Johannes Georg Betz (1623)
- Ulrich Betz (1636–1655)
- dessen Witwe Katharina Betz (ab 1655)
- deren Sohn Michael Betz (bis 1698)
- dessen Witwe Barbara Weber (bis 1700)
- deren Sohn Johannes Betz (bis 1715)
- dessen Witwe Eva Betz geb. Maier, später mit ihrem zweiten Mann Hie(ü)ber von Waldau (bis 1734)
- deren Tochter Juliane Betz und deren Ehemann Anton Baur aus Mutlangen (bis 1781)
- deren Sohn Jakob Baur mit seiner Ehefrau Katharina Kaiser, geb. Scheuerle, nach ihrer zweiten Hochzeit Katharina Baur (bis 1783)
- die Witwe Katharina Baur und deren dritter Ehemann Josef Knödler
- deren Sohn Michael Knödler (ab 1818)

Michael Knödler konnte den Hof auslösen und wurde damit der erste freie Bauer auf dem Schlatthof. Zum Schlatthof gehörten neben dem eigentlichen Hof 12 Tagwerk (ca. 40 a) Wiesen, 6 Tagwerk (ca. 20 a) Acker und 8 Tagwerk (ca. 30 a) Wald. Michael Knödlers Sohn Gustav August Knödler (1838–1914) trennte sich vom elterlichen (hinteren) Schlatthof und errichtete südöstlich davon einen neuen Hof, den vorderen Schlatthof.
Das Gebiet rings um den Schlatthof ist für die Ur- und Frühgeschichtsforschung ein bedeutender Fundort steinzeitlicher Artefakte. „Waldstetten-Schlatt“, so der Name des Fundorts in der Fachwelt, ist die einzige Freilandfundstelle in Südwestdeutschland, an der eine Frauenfigur des Typs Gönnersdorf gefunden wurde.

## Heutige Lage

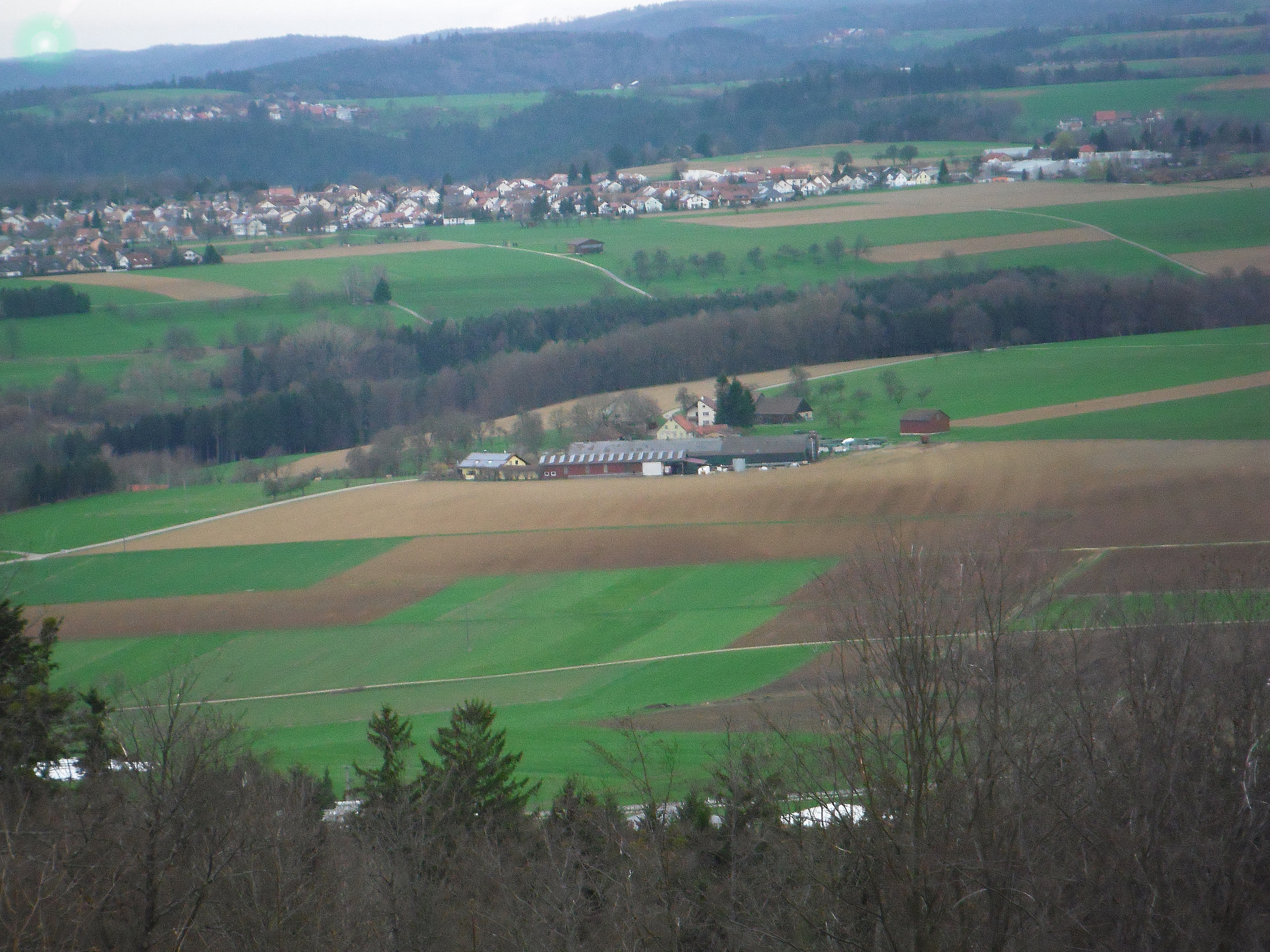
Der Schlatthof von der Kriegsebene aus fotografiert
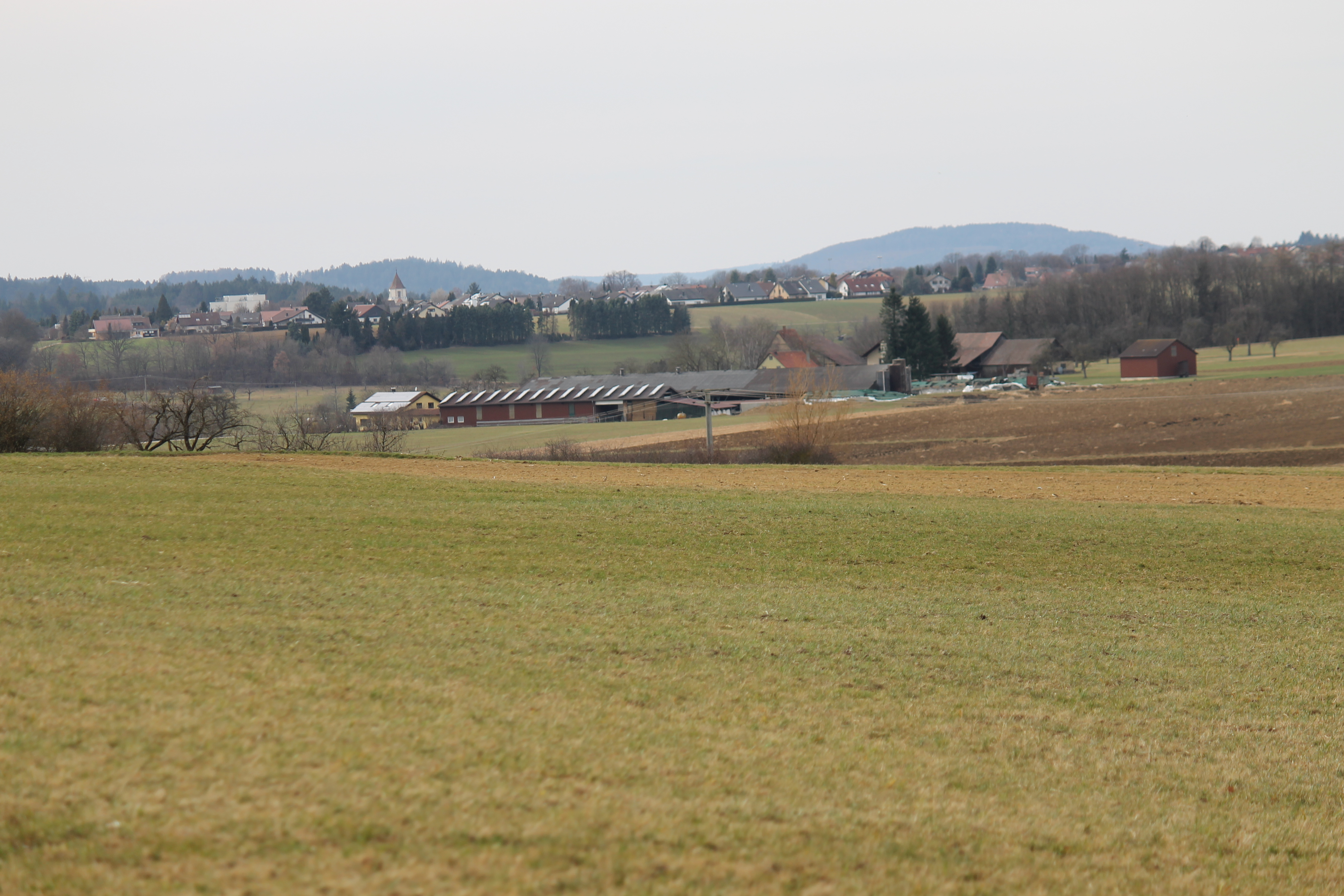
Der Vordere Schlatthof
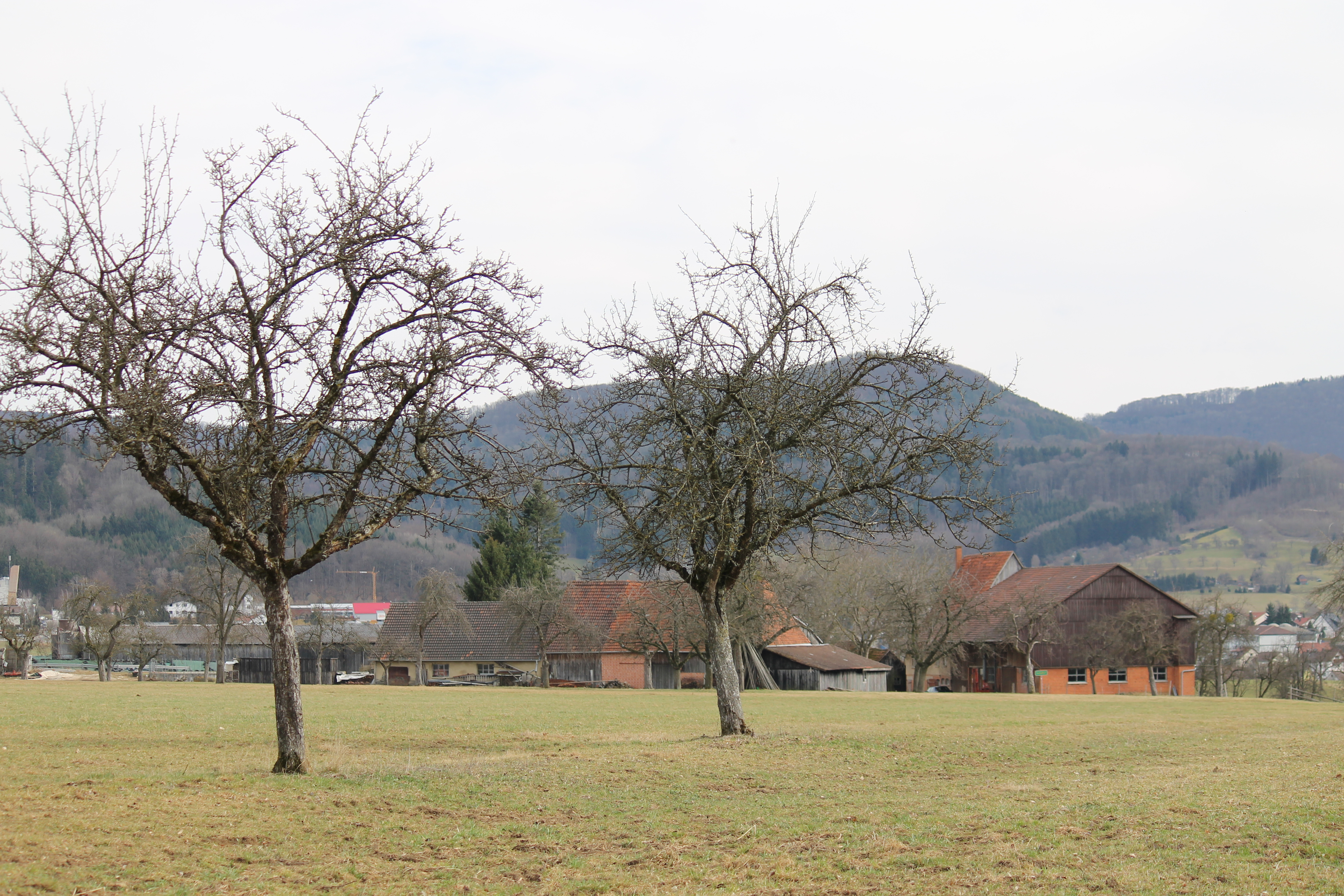
Der Hintere Schlatthof
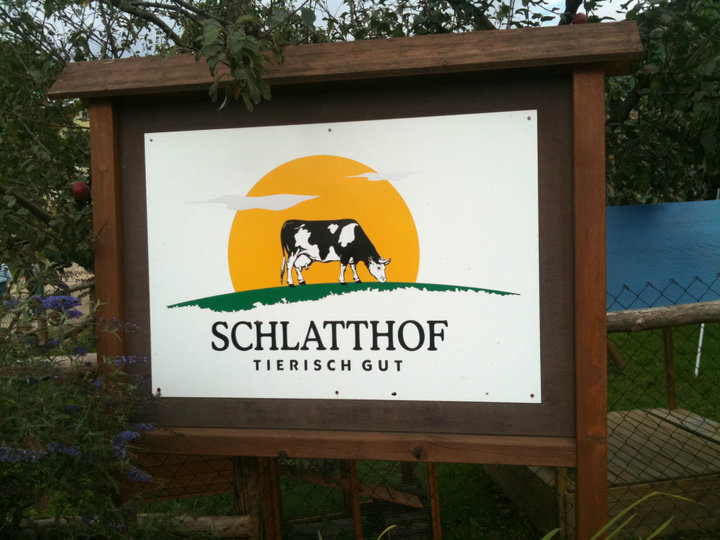
Unternehmenslogo des vorderen Schlatthofs
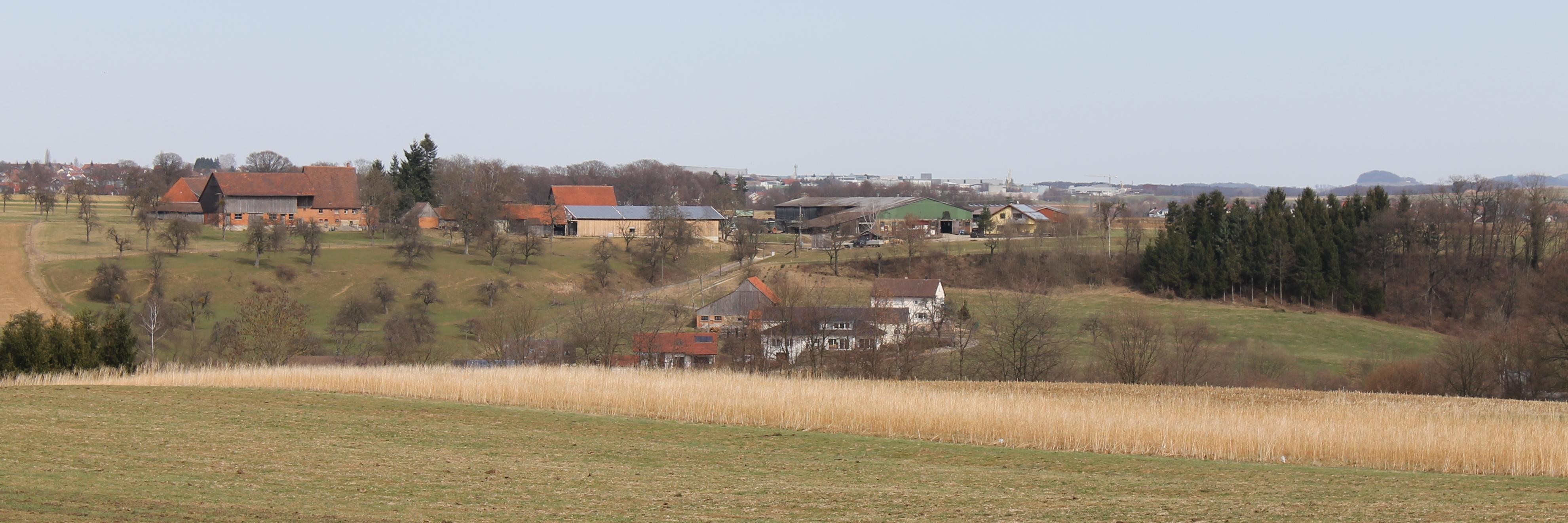
Der Schlatthof von Südwesten

### Vorderer Schlatthof
Josef Knödler, der Sohn von Gustav August Knödler übernahm den vorderen Schlatthof 1908. Er überschuldete sich und musste den Hof 1928 an Johann Georg Weber vom Dangelhof in Reichenbach verkaufen, der ihn für seinen Sohn Eugen kaufte. Seitdem ist der vordere Schlatthof im Besitz der Familie.

### Hinterer Schlatthof
Die Familie Knödler verkaufte den hinteren Schlatthof 1880 an die Familie Küchle und zog vom Hof. Die einzige Tochter Franziska Küchle heiratete Johannes Klingler aus Schnittlingen. Seitdem ist der hintere Schlatthof in Familienbesitz.
1977 wurde der Schlatthof, der zuvor eine eigene Gemarkung war, der Gemarkung Waldstetten zugeordnet. Der vordere Schlatthof besteht heute aus zwei Wohngebäuden, dem von der Familie Knödler erbauten Gebäude Schlatthof 5 und dem von der Familie Weber gebauten Wohngebäude Schlatthof 1. Daneben bestehen Ställe und landwirtschaftliche Betriebsgebäude. Der hintere Schlatthof besteht ebenfalls aus zwei Wohngebäuden Schlatthof 3 und Schlatthof 7 und den zugehörigen landwirtschaftlichen Betriebsgebäuden.